# Motty Eitingon

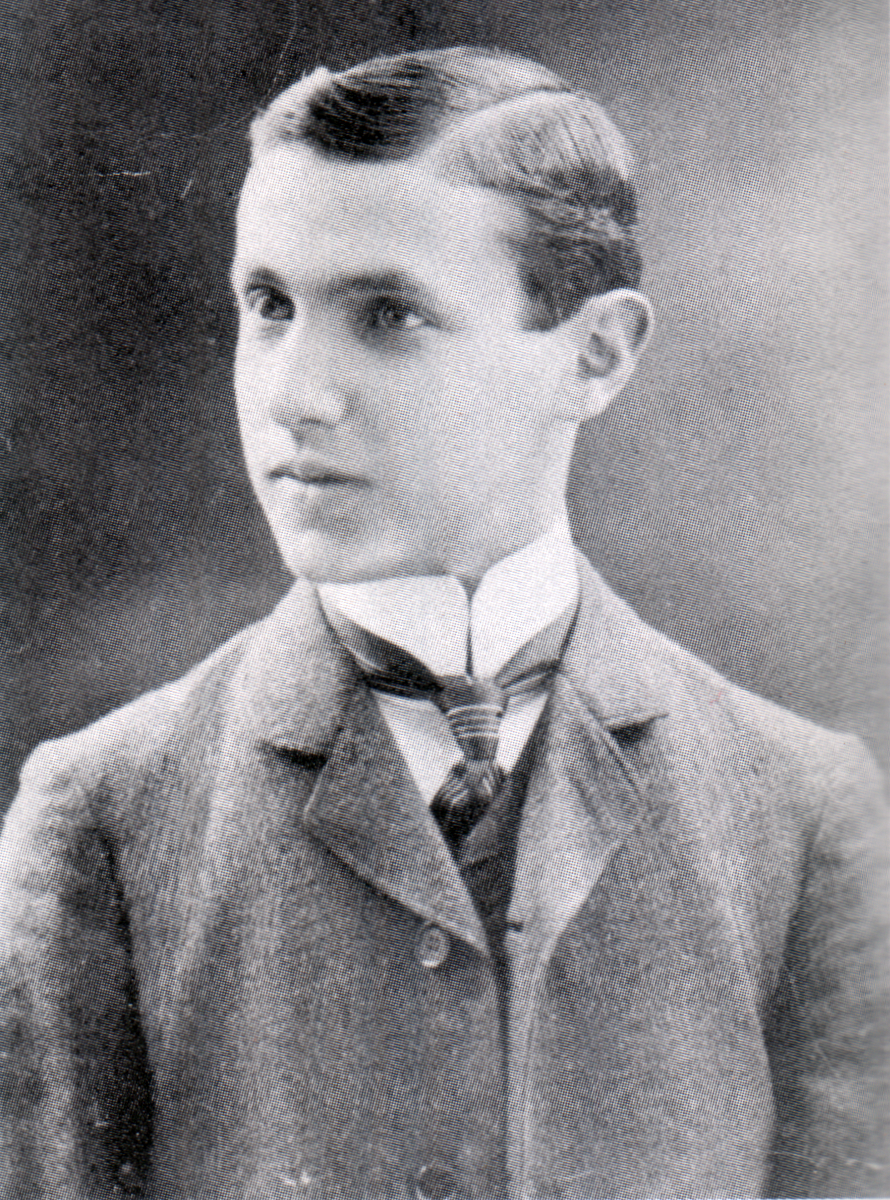
Motty Eitingon als junger Mann

Matwey Isakowitsch „Motty“ Eitingon (* 1885 in Orscha; † 28. Juli 1956 in New York) war ein bedeutender Pelzgroßhändler. Er kam aus Russland über Leipzig nach New York. Den Großhandel mit Fellen hatte sein Onkel Chaim Eitingon (1860–1934) begonnen, der von Schklou in Russland nach Moskau übergesiedelt war und dort die Rauchwarenhandelsfirma Ch. Eitingon begründete, in die später seine Neffen Max Eitingon und auch Motty Eitingon als Gesellschafter eintraten. Chaim kehrte nach Moskau zurück und Motty ging nach New York.
In den 1920er bis in die 1930er Jahre war Eitingon Schild & Co., Inc. New York eine der weltgrößten Firmen des Pelzgroßhandels und die größte der Vereinigten Staaten. Ende 1925 kauften durch Importe des Unternehmens amerikanische Frauen „mehr sibirische Pelze als der Rest der Welt zusammen“. Motty Eitingon wurde als der Mann beschrieben, der Millionen machte und Millionen verlor.

## Biografie, Firmengeschichte
Die amerikanische Dependance firmierte von 1912 bis 1946, nacheinander als W. Eitingon & Co., Eitingon Schild Inc., Eitingon & Gregory (Georg Gregory, eigentlich Gregory Josefowitz, Litauen) und Gregory & Jaglon. Weitere mit dem Unternehmen assoziierte Firmen waren: In London (Moscow Fur Trading Company, um 1920) und in Paris (Société Anonyme de Moscou, um 1920). Alle diese Schwester-Unternehmen arbeiteten eng zusammen.
Matwey Isakowitsch Eitingon, der sich weniger russisch klingend „Motty“ nannte, war der Sohn von Itsak Leib Eitingon und der Enkel von Mordecai Eitingon. Er war der jüngste von vier Brüdern (Max, Boris († 1932) und dem Zwillingsbruder von Boris, Naum († 1964)). Außerdem hatte er vier Schwestern. Motty Eitingon, Neffe des Firmengründers Chaim, wurde nach der Heirat seiner Cousine Fanny Eitingon auch Chaims Schwiegersohn. Mit Fanny hatte er zwei Töchter. Die Tochter Lee arbeitete zeitweilig in Paris als Time-Life-Korrespondentin. Seine zweite Frau war Bess (geb. Tepfer, verh. Rockmore), die beiden hatten einen Sohn, Tommy.

### Europa
Im Jahr 1902 ging Motty Eitingon nach Leipzig. Obwohl er als russischer Jude Wohnrecht in Leipzig besaß, verbrachte er die Jahre des Ersten Weltkrieges bis Oktober 1918 wohl in Russland. Zusammen mit seinem Bruder Boris und mit seinem späteren Partner Monya war er 1918, „weil er ein Kapitalist war“, sechs Wochen in Moskau im Butyrka-Gefängnis in Haft, aus der er sich mit 85.000 US-Dollar freigekauft haben soll.
In Leipzig begründeten Motty und Chaim die Israelitische Krankenhaus-Eitingon-Stiftung, die ab 1928 das Eitingonkrankenhaus im Waldstraßenviertel betrieb. Motty bezahlte das Inventar: „Eine medizinische Inneneinrichtung von höchstem Niveau“.
Bei der weltgrößten Selbstdarstellung der Pelzbranche im Sommer 1930, der Internationalen Pelzfach-Ausstellung (IPA) hatten die Amerikaner enttäuschend wenig Engagement gezeigt. Unter den sieben teilnehmenden Firmen stach nur Eitingon Schild & Co. mit einer eigenen Schau hervor. Jedoch war, bis auf das Londoner Unternehmen, das Interesse Motty Eitingons an den europäischen Dependancen schon seit Beginn der Wirtschaftskrise in den 1920er Jahren gesunken, noch einmal besonders in den Jahren 1930 bis 1932. Nach der Machtübernahme der Nationalsozialisten im Jahr 1933 wurde das Leipziger Pelzhandelsunternehmen Eitingon aufgelöst, dessen Schulden in Höhe von 3 Millionen Mark wurden von New York gestrichen. Im Rahmen der späteren zwangsweisen Arisierung der jüdischen Betriebe wurden die Eitingons endgültig gezwungen, alle Aktivitäten in Deutschland einzustellen.

### USA
Nachdem 1919 Waldemar Eitingon, der Sohn des Firmengründers Chaim Eitingon, gestorben war, übernahm 1920 Motty Eitingon in New York dessen Posten. Bei seiner Einreise in die USA im Jahr 1919 gab er an, dass er aus seiner Heimat zuerst nach Kiew gegangen sei, wo er sechs Monate verbrachte, dann nach Polen, anschließend nach Deutschland und von dort nach Schweden. Sehr viel später sagte er gegenüber dem FBI, er wäre mit seinem Cousin Monya (Salomon) direkt nach Minsk gezogen, das sich damals in deutscher Hand befand, zusammen wären sie dann nach Stockholm gegangen. Man kann vermuten, dass ihr Weg sie über Leipzig führte. Die Familie folgte im September 1920.
Als Testamentsvollstrecker des Erbes von Waldemar setzte Motty für die Erbschaftsteilung den Wert der in Europa lagernden Pelze mit 922.246 Dollar an. Viereinhalb Jahre später strengte ein Vertreter der noch minderjährigen Tochter Waldemars („ad litem“) einen Prozess an, in dem er Waldemars tatsächlichen Anteil mit 2,4 Millionen Dollar annahm.
Motty Eitingon war in Leipzig und anschließend in seinem New Yorker Geschäft überaus erfolgreich, mit seiner Übersiedlung verlagerte sich das Zentrum des Familienimperiums nach New York. Die Londoner Filiale übernahm sein Cousin Monya. Mottys Erfolg beruhte wesentlich auf seinen Importen aus der Sowjetunion. 1922 hieß es, in der Überschrift mit einem Fragezeichen versehen, dass „sich der sibirische Pelzhandel nunmehr fast ausschließlich in den Händen amerikanischer Firmen befindet, die Zweigstellen oder Vertreter in Charbin, Tschita und Urga (Mongolei) haben“. Einige Jahre sah es so aus, als besäße Eitingon fast ein Monopol auf den Westhandel mit russischen Rauchwaren. Er verstand es, sich mit der sowjetischen Botschaft und deren Besuchern gut zu stellen. Die Eitingon Schild Holding verfügte über gute Kontakte zum Londoner Handelsunternehmen ARCOS-Exportagentur, dem Vermittler beim Handel mit Pelzen zwischen der Sowjetunion und den westlichen Staaten.
Gleich der erste vermittelte Kontrakt umfasste ein Volumen von 1.750.000 Dollar; dies war der erste Millionen-Dollar-Vertrag zwischen der Sowjetunion und einem Unternehmen der westlichen Welt. Entsprechend wurde die Transaktion als Signal für zu erwartende, wieder größere Handelsbeziehungen mit Russland gesehen. Als 1923 ein Abkommen zwischen Eitingon Schild und Co. und der ARCOS in Höhe von 3 Millionen Dollar über den Import von Rohfellen abgeschlossen wurde, betrachtete dies die Deutsche Bank in Leipzig, ein wesentlicher Finanzier der Pelzbranche, erneut als Sensation.
In den 1920er Jahren erschütterten Auseinandersetzungen zwischen Pelzarbeitern und -unternehmern die amerikanische Pelzbranche. Sie wurden mit ungeheurer Härte und Brutalität von beiden Seiten ausgetragen, einschließlich der Beteiligung krimineller Banden und mit etlichen Toten. Dem auch von Gewerkschaftsseite als liberal angesehenen Motty Eitingon gelang es, in die Verhandlungen zwischen der Gewerkschaft unter Führung des Kommunisten Ben Gold und den Arbeitgebern zweimal erfolgreich vermittelnd einzugreifen.
Motty Eitingon war verwandt mit dem Russischen Geheimdienstoffizier Naum Isaakowitsch Eitingon. Motty erklärte, nie Kontakt mit ihm gehabt zu haben. Zu der Zeit als viele russische Juden, die für die russische Staatsmacht tätig waren, bis hin zur Ermordung bedroht waren, sollen Naum Isaakowitsch Eitingons Mutter und seine Schwester jedoch in den 1920er Jahren im Moskauer Hotel National versucht haben, diesen Kontakt mit Motty herzustellen.
Die American Federation of Labor erhob im Jahr 1926 Anklage, Motty Eitingon sei ein sowjetischer Agent mit 8.000.000 US-Dollar an sowjetischen Pelzverträgen. Allein fünf Mal wurde er vom FBI vernommen. Der Verdacht der gesetzwidrigen Zusammenarbeit mit den Sowjets kam immer wieder auf, schon bestärkt durch seine ungewöhnlichen Handelsabschlüsse mit der UdSSR. Gegen Ende des Zweiten Weltkriegs erfuhr dieses Misstrauen wohl seinen Höhepunkt, als man, während offenbar ständiger Überwachung, sogar einen Spion auf einem Geschäftsflug nach Miami mitfliegen ließ, um Motty belastende Informationen zu entlocken. Noch bis zwei Jahre nach Kriegsende wurde Motty wiederholt überwacht.
In einem Vertrag, der 1927 noch bestand, verpflichtete sich die Eitingon-Schild Co. in Russland und Sibirien jährlich mindestens für 3 Millionen Dollar Ware zu kaufen. Sollte dies nicht gelingen, hatte sie eine Buße in Höhe eines bestimmten Prozentsatzes der fehlenden Menge zu entrichten. Dafür erhielt sie das Recht, direkt in den Produktionsgebieten einzukaufen und jede beliebige Menge zollfrei auszuführen. Im Jahr 1929 schloss Eitingon Schild & Co. mit Russland einen Kontrakt über die Lieferung von Rauchwaren im Wert von 16 Millionen Dollar ab. Im Jahr darauf gab die Firma bekannt, dass sie sämtliche angebotenen russischen Zobelfelle übernehmen würde. Im Februar 1931 einigte man sich über den Kauf im Wert von 50 Millionen Dollar zum Verkauf in Amerika und Europa, den Hauptteil der russischen Rauchwarenernte, „wahrscheinlich der größte Kontrakt seiner Art, den im Handel jemand getätigt hatte“.
Die 1930er Jahre brachten dem Unternehmen ein ständiges Auf und Ab, meistens ging es jedoch abwärts. Die Firma Eitingon meldete 1929 einen Nettoverlust von 2.423.584 Dollar; 1.075.980 Dollar im Jahr 1930 und 1.149.345 Dollar im Jahre 1931 (The New York Times, 8. März 1930; 19. März 1931; 24. April 1932). Die New York Times vom 25. April 1940 führte auf, dass die Firma stetige Verluste von 750.384 Dollar im Jahr 1934 auf 140.750 Dollar im Jahr 1939 erlitt, einen Gewinn nur für 1936 zeigend. 1940 war das Unternehmen Eitingon Schild nicht mehr am Markt und am 5. August 1940 wurde die Aktie mangels Masse von der New Yorker Börse genommen. Ein Bericht über die Firma, der in der New York Times am den 25. April 1940 veröffentlicht wurde, zeigt, dass der schlimmste Schlag für das Unternehmen der Beginn des Zweiten Weltkrieges war. Die Nachfrage nach Luxuspelzen ging zurück und der Krieg unterbrach die Verbindung des Unternehmens mit der polnischen Textil-Tochter Eitingon, die ein großer Gläubiger der Firma war. Dies geschah zudem im Anschluss an die Beschlagnahmung der Bestände in Deutschland im Jahr 1938 unter dem Nazi-Arisierungsgesetz und dem Verkauf der Liegenschaften in China. Aus nicht recht erkennbaren Gründen wurde die New Yorker Firma 1937 vom Joint Boycott Committee des American Jewish Congress und dem Jewish Labor Committee über mehrere Instanzen hinweg für die Verschiffung von Pelzen durch Nazideutschland bestraft, obwohl, wie es hieß, "das Glück der Eitingons" wieder einmal anhielt: Der Bericht des Boards entschuldigte das Unternehmen teilweise, da es sich bei der Beteiligung an der fraglichen Transaktion um einfache Fahrlässigkeit gehandelt habe (The New York Times, 10. November 1937).
Kriegsbedingt war New York mit dem Fur District 1943 als internationales Pelzzentrum anstelle London an die erste Stelle gerückt, der Leipziger Brühl hatte seit der Machtübernahme und der Vertreibung der jüdischen Pelzhändler schon 1933 jede Bedeutung verloren. Trotzdem blieb der von der amerikanischen Pelzbranche erhoffte große Aufschwung vorerst aus. Motty gründete in dem Jahr die Motty Eitingon Inc. und kaufte über dieses neu sich bildende Syndikat zusammen mit dem kanadischen Händler „Holt Renfrew“ russische Edelpelze, beginnend mit 7000 Zobeln für knapp eine Million Dollar, „damals fast ein Schnäppchen“. Vermittler war die Amtorg Trading Corporation, eine Vertretung des russischen Außenhandels in New York. Durch dieses Engagement wurde dann auch allgemein wieder das Interesse an exklusiven Pelzen bei den dafür infrage kommenden Pelz- und Modehäusern angeregt.
Neben der 1940, nach Schließung der Eitingon Schild, gegründeten Motty Eitingon Inc. (Großhändler und Importeure von Fellen, Präsident Motty Eitingon), verzeichnete das Handelsverzeichnis von 1943 die Motty Eitingon & Co. und die Eitingon, Gregory und Jaglom Inc. Die Eitingon, Gregory und Jaglom Co. entstand 1943 aus dem Zusammenschluss von Eitingon-Gregory und der Gregory-Eitingon Factory Corporation. Im Frühjahr 1944 wurde Motty Direktor der Goldfill Processing in New Jersey, Firmenleitung in Manhattan. Das Unternehmen wurde bereits im März 1945 nach einem Brand in der Fabrik wieder geschlossen.

### Letzter großer Deal und endgültige Unternehmensaufgabe

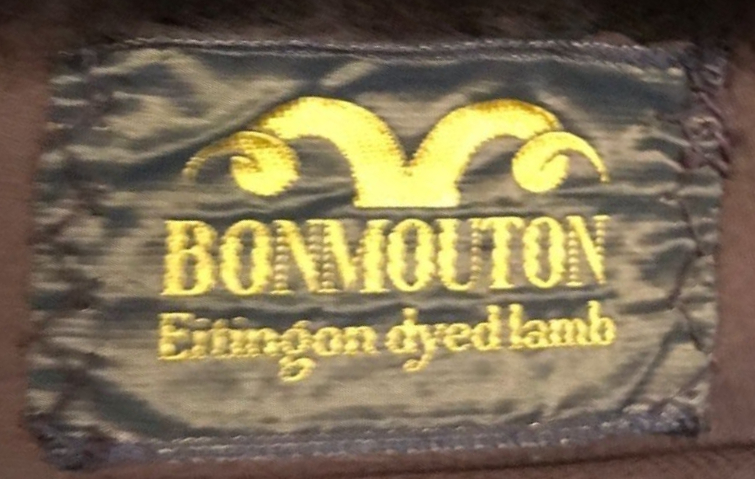
Webetikett aus einem Bonmouton-Mantel

Im Jahr 1946 wollte Motty noch einmal zu voller früherer Größe aufsteigen. Diesmal nicht im hochwertigen Genre, sondern mit einem Massenprodukt der Pelzbranche, Konfektion aus Lammfell. Gegen Ende des Krieges hatte er schon einiges Lammfell eingekauft, ein Artikel der für Militärkleidung sehr gefragt war. Er stellte den Pelz mit seinem Partner Monya den Amerikanern und vor allem Amerikanerinnen unter dem neuen Namen „Bonmouton“ vor, („Bonmouton - Eitingon dyed lamb“), „ein Lammfell, das mit keinem anderen vergleichbar ist“. Das wohl dem bisherigen Biberlamm ähnlich oder gleich veredelte Schaffell wurde mit einer halben Million Dollar Kosten beworben und bekam auch wirklich das erhoffte erhebliche positive Presseecho. Die Zeitschrift Fortune schrieb nach der Vorstellung der Kollektion im New Yorker Waldorf Astoria enthusiastisch, Motty Eitingon verfüge über einen neuen und mysteriösen Prozess, der Schaffelle und Lamm aussehen ließe wie das Fell seltener Tiere.
Hintergrund der beworbenen neuen Pelzveredlung war wohl, dass in Europa die Firma Liftschütz & Zickerow das Bügeln der geschorenen Lammfelle eingeführt hatte. Der entscheidende Fortschritt bestand jedoch in einer anschließenden Fixierung, die dauerhaft verhindert, dass sich das glattgebügelte Haar bei Feuchtigkeit wieder einkräuselt. Der Erfinder, der Ungar Fogl, hatte allerdings sein Verfahrenspatent noch vor dem Zweiten Weltkrieg an das bedeutende Lammfell-Handelsunternehmen Pannonia in Budapest verkauft.
Insgesamt war dies eine gewaltige Unternehmung. Das Werk für die Pelzzurichtung und Veredlung der Schaffelle auf einem etwa 16 Hektar großen Gelände wurde im Februar 1946 in Bristol (Pennsylvania) fertiggestellt. Der Presse erklärte Motty, er würde 60.000 Felle pro Woche verarbeiten, was für eine halbe Million Mäntel im Jahr ausreiche. Die Ausmaße der Betriebstätigkeit könne man daran ermessen, dass täglich eine Wagenladung Salz und 1800 Gallonen Wasser pro Minute für die Produktion benötigt würden. Zwei Wagen mit Kohle wären erforderlich, um die Dampfmaschinen in Gang zu halten. Bei voller Auslastung wären 600 bis 700 Arbeitskräfte beschäftigt. Ein hoher Prozentsatz der Felle müsse importiert werden – Motty war deshalb nach Argentinien geflogen – „amerikanische Schafzüchter können die benötigten Quantitäten noch nicht liefern“. Mit der Air Force hatte er einen Vertrag über die Abnahme der beim Scheren der Felle anfallenden Wolle abgeschlossen, die zum Ausfüttern der Pilotenjacken gebraucht wurde.
Motty beabsichtigte die größte Nachfrage zu erzeugen, die je eine Branche der USA gesehen hatte. Er ging davon aus, dass von 40 Millionen Frauen die sich jedes Jahr irgendeine Art Mantel kaufen, 15 Millionen Bonmoutons und andere Lammpelze kaufen würden – 75 mal so viel wie bisher. Mehr oder weniger wurde dies sogar wahr. Nach der positiven Presse, auch die New York Times war beeindruckt, lief die Produktion in Bristol zügig an. Aber es reichte nicht, insbesondere nicht zur fristgerechten Ablösung der kurzfristigen Kredite, und Ende 1946 meldete man für die Motty Eitingon Inc. den Konkurs an. Auch hatte es Probleme mit der für die beauftragten Firmen neuen Pelzveredlung gegeben, nicht alle Fellpartien erreichten eine akzeptable Qualität. Die Errichtung von eigenen Produktionsstätten und die Lagerhaltung verschlangen letztlich 2 Millionen Dollar. Eine Bestandsaufnahme ergab, dass sich am Lager oder in Bestellung 15.000 sortierte oder andere Felle befanden, 90.000 Felle waren bisher zugerichtet und veredelt worden. Als erstes nach dem Krieg in finanzielle Schwierigkeiten geratenes amerikanisches Unternehmen fand dieser Fall große mediale Aufmerksamkeit.
Das amerikanische Konkursrecht gestattete Motty Eitingon die Weiterführung, während die Möglichkeit einer Neuorganisation von den Betroffenen erwogen wurde. Die nicht zur Firma gehörenden Aktiva wurden als Sicherheit für neue Kredite verpfändet.
1947 wurde klar, dass eine Reorganisation keinen Erfolg haben würde. Das laufende Geschäft wurde von einer 13-köpfigen Aufsichtsbehörde fortgeführt. Die United Shearling Company (Shearling, die eigentliche Handelsbezeichnung für geschorene Schaffelle), eine Tochtergesellschaft aber auch ein Geldgeber für Motty Eitingon Inc., wiederum in der Person von Motty Eitingon, übernahm die Leitung der erheblich reduzierten Fortführung des Betriebs. Das Schuldnerunternehmen, nach amerikanischem Recht als „deptor-in-possession“ bezeichnet, bestand noch bis nach 1949.
Auch im Luxusbereich erlitt Motty einen Rückschlag. Es begann die Zeit, in der aus Paris ständig neue Modediktate kamen, vor allem die Mantel- und Rocklängen betreffend, mal Mini, mal Maxi. Die Pelzproduzenten hielten sich entsprechend mit den Einkäufen zurück, da nicht klar war, wie groß der benötigte Fellbedarf letztlich sein würde, und das zum Ablösen der Kredite dringend benötigte Kapital traf nicht zu den üblichen Terminen ein.
Zu der Zeit, als die Muttergesellschaft in Schwierigkeiten geriet, bestanden noch vier Unternehmenstöchter. Die Bristol Processing Corporation wurde in den frühen 1950er Jahren oder früher inaktiv. Die New Bristol Corporation, die von der Processing Corporation übernommen worden war, wurde ebenfalls stillgelegt; ebenso die New Easton Corporation, eine alte Gerberei. Die Goldhill Trading wurde bereits einige Monate nach ihrer Gründung im Jahr 1949 wieder untätig. Um Lagerhäuser in Philadelphia zu kaufen, hatte Motty die United Shearling Realty Company ins Leben gerufen. Als die Lagerhäuser wieder verkauft waren, hatte auch diese Tochter keine Aufgabe mehr.
In ganz geringem Umfang widmete Motty Eitingon sich zuletzt noch der Veredlung und dem Handel mit Lammfellen. Folgt man Mottys letzter Korrespondenz, besaß er 1956, im Jahr seines Todes, neben einer Lebensversicherung praktisch keinerlei verwertbares Vermögen mehr. Der Branchenkollege M. Cohn-Grosz resümierte 1960 in seinen Erinnerungen an die Juden in der Pelzbranche in der ersten Hälfte des 20. Jahrhunderts über die Firma Eitingon: „Die Inhaber Chaim und Motty waren Millionaere in der Rauchwarenbranche. Chaim schenkte den Juden in Leipzig ein Krankenhaus und Motty die innere Ausstattung. Die Firma Eitingon verlor Millionen in einem Lammgeschäft und sie starben als arme Leute“.

### Assoziierte Unternehmen außerhalb der USA
Vor 1940 gehörten zu der Firmengruppe wahrscheinlich außer der kränkelnden Eitingon Schild Inc. zehn Zweigniederlassungen: zwei in New York, fünf in St. Louis, eine in Leipzig, das von Monya geführte Londoner Unternehmen und ein Restunternehmen in Polen, nachdem die in Lodz von Naum Eitigon geleitete Firma an das Fur Companies Syndicate verkauft worden war.
Zu den den Eitingons zuzurechnenden Pelzunternehmen kamen Besitzungen in Palästina, Brasilien (Baumwollplantagen für die Spinnerei in Lodz), in Kalifornien, Connecticut und das im Auftrag Eitingons erbaute, erste Hotel am New Yorker Flughafen LaGuardia Airport. Der danebenliegende Parkplatz World Trade Fair Parking Lot war wohl, neben dem Landstück in Palästina, das letzte der ihm bei seinem Lebensende noch verbliebenen Besitztümer.

### Privat
Motty Eitingon und seine Frau Bess waren sehr an Kunst interessiert. Sie sammelten viele Künstler um sich und unterstützten junge Talente. Besonders liebte Motty das Theater. Er war befreundet mit den Autoren und Schriftstellern Clifford Odets und Lee Strasberg und der deutschen Schauspielerin Luise Rainer. Auch mit dem Dirigenten Leopold Stokowski, dem Pianisten Vladimir Horowitz und dem Geiger Nathan Milstein war er mehr als nur bekannt. Im Oktober 1927 schrieb New York Times beispielsweise über den jungen Violinisten Benno Rabinof kurz vor seinem Debüt in der Carnegie Hall: „Motti Eitingon, ein New Yorker Kaufmann, der von seiner Zukunft so überzeugt war, dass er die finanziellen Sorgen von den Schultern der Familie genommen hat“. Die Eitingons kümmerten sich auch um den auf Umwegen aus Deutschland nach den USA emigrierten Journalisten und Schriftsteller Franz Hoellering. Sie unterstützen ihn und seine Frau finanziell und stellten ihm für die erste Zeit auf ihrem Grundstück einen Stall, ab dann als „Studio“ bezeichnet, zur Verfügung, von dem das Ehepaar später in ein benachbartes Haus umzogen. Diese Verbindung gehörte unter anderem zu den Aktivitäten, für die sich auch das FBI interessierte, Hoellering wurde als russischer OGPU-Agent verdächtigt.